# Phú Bình, Chiêm Hóa
Phú Bình là một xã thuộc huyện Chiêm Hóa, tỉnh Tuyên Quang, Việt Nam.
Xã có diện tích 57,56 km², dân số năm 1999 là 4540 người, mật độ dân số đạt 79 người/km².